# World (Lindita)
World is een Engelstalige single van de Kosovaarse zangeres Lindita. Oorspronkelijk werd het nummer in het Albanees vertolkt, onder de titel Botë. Het nummer is geschreven door Gerald Xhari. Het is de Albanese inzending voor het Eurovisiesongfestival 2017 in Oekraïne, want het won de Albanese voorselectie op 23 december 2016. Lindita kon ermee echter niet doorstoten tot de finale.